# Tiếng Aymara
Tiếng Aymara (Aymar aru) là ngôn ngữ của người Aymara tại Andes. Đây là một trong số ít ngôn ngữ bản địa châu Mỹ với hơn một triệu người nói. Tiếng Aymara, cùng với tiếng Quechua và tiếng Tây Ban Nha, là ngôn ngữ chính thức của Bolivia và Peru. Nó cũng được nói tại vùng quanh Hồ Titicaca ở Nam Peru, và tại một vài cộng đồng ở Chile và Tây Bắc Argentina.
Vài nhà ngôn ngữ học cho rằng tiếng Aymara có liên quan đến tiếng Quechua. Tuy nhiên, quan điểm này còn được tranh luận và không thống nhất. Dù đúng là có nhiều điểm tương tự, hệ thống âm vị gần như đồng nhất, phần lớn các nhà nghiên cứu cho rằng sự tương tự này là do sự tiếp xúc lâu dài giữa hai ngôn ngữ, chứ không do chúng có chung nguồn gốc.